# 野菜サンドイッチ

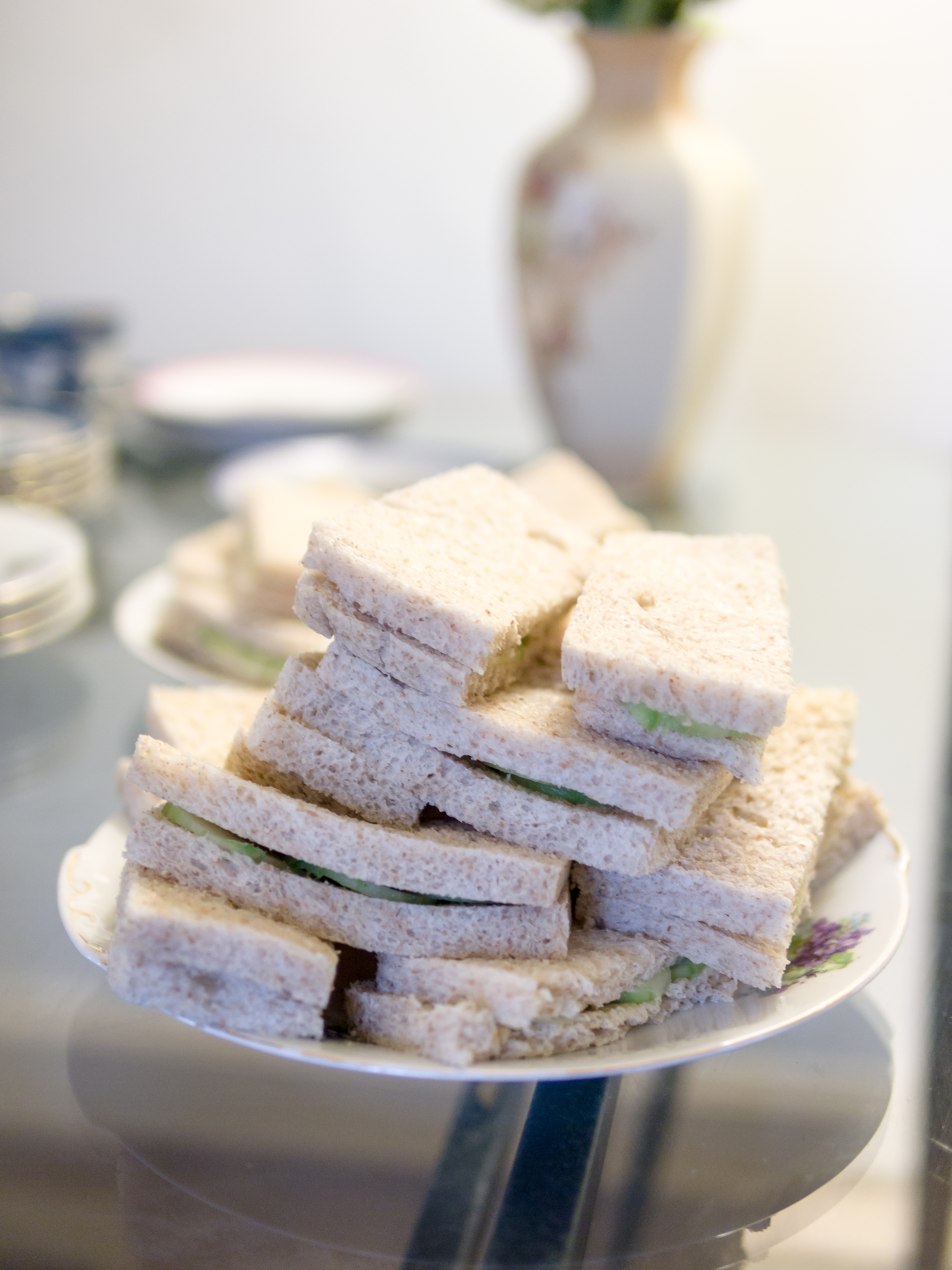
キュウリのサンドイッチ

野菜サンドイッチ（やさいサンドイッチ）は、野菜を具にしたサンドイッチの総称。
このサンドイッチにはよくトマトやジャガイモ、レタスなどが使用される。他に、ディルやタマネギ、チーズやキノコを挟むこともある。
中に挟む具材を加減したり、パンをトーストするか否かなどは自由であり、無数のバリエーションを作ることができる。
野菜サンドイッチは世界中で食べられており、特にインドで人気がある。
また、イギリスでは19世紀までキュウリが貴重だったことから、現代においてもアフタヌーンティーではキュウリサンドイッチがふるまわれる習慣が残っている。